# Sergosero
Der Sergosero (russisch Сергозеро) ist ein See im Südosten der Halbinsel Kola in der russischen Oblast Murmansk.
Der See hat eine Fläche von 88,8 km² und liegt auf einer Höhe von 148 m. Im Sergosero befinden sich nur wenige Inseln. Er befindet sich in einer Sumpflandschaft. Lediglich am östlichen Ende des Sees erheben sich felsige Hügel. Der Sergosero ist ziemlich tief und fischreich. Zu den Fischarten im See zählt der Hecht, Quappe, Flussbarsch, Aland und Rutilus.
Größere Zuflüsse sind Podsemelnaja (Подземельная), Pikamka (Пикамка) und Singa (Синьга). Den Abfluss des Sergosero bildet die Serga, ein linker Nebenfluss der Warsuga. Der See wird nach Süden hin zum Weißen Meer entwässert.